# Каспійська вулиця (Київ, Радянський район)
Каспійська ву́лиця — зникла вулиця, що існувала в Радянському, нині Шевченківському районі міста Києва, місцевість Нивки. Пролягала від вулиці Щербакова до кінця забудови.

## Історія
Вулиця виникла в 1950-ті роки під назвою Нова. Назву набула 1955 року. Ліквідована 1977 року в зв'язку з переплануванням.